# Saybia
Saybia – duński zespół rockowy założony w Nyborgu w 1993 roku.

## Skład zespołu
- Søren Huss – wokal, gitara akustyczna
- Jeppe Langebek Knudsen – gitara basowa
- Palle Sørensen – perkusja
- Sebastian Sandstrøm – gitara
- Jess Jenson – klawisze

## Dyskografia

### Albumy
- The Second You Sleep (2002)
- These Are the Days (2004)
- Eyes on the Highway (2007)
- No Sound From The Outside (2015)

### EP
- Dawn of a New Life (1998)
- Chapter 3 (2000)
- Saybia (2001)
- The Live EP (2003)

### Single
- The Day After Tomorrow (2002)
- Fool's Corner (2002)
- In Spite of (2002)
- 7 Demons (2002)
- The Second You Sleep (2002)
- Brilliant Sky (2004)
- I Surrender (2004)
- Bend the Rules (2004)
- Guardian Angel (2005)
- Angel (2007)
- On Her Behalf (2007)